# Frente Patriota 7 de Julho
A Frente Patriota 7 de Julio ou Movimiento 7 de Julio foi movimento paramilitar subversivo de extrema-direita da Costa Rica que operou por vários meses no norte do país e ganhou notoriedade depois que um vídeo viralizou fazendo uma convocação para a perpetração de um golpe de Estado contra o presidente da República e os parlamentares. Os líderes do movimento foram rapidamente identificados pelo Organismo de Investigación Judicial graças à tecnologia de reconhecimento de voz. Segundo investigações judiciais, o líder do grupo e quem falava no vídeo é Álvaro Ramón Sequeira Mendiola, conhecido como "Capitán Carabina", um ativista político e ex-candidato a prefeito pelo partido evangélico Renovación Costarricense, que também tem antecedentes criminais. O vídeo foi gravado na propriedade privada do ex-policial Minor Masís Artavia, conhecido como "Comandante Cobra", localizada em Río Cuarto de Alajuela, isto apesar de no vídeo Sequeira assegurar que gravavam "a partir da montanha". Masís foi anteriormente condenado por liderar o temível Comando Cobra, que na década de 1990 supostamente cometeu assassinatos e estupros contra populações indígenas de Talamancan.